# وزارت‌خانه‌های ایران
دولت ایران شامل ۱۹ وزارتخانه است که نام آنها به ترتیب حروف الفبای فارسی، همراه با نام وزیر و آدرس وبسایت به شرح زیر است:
| نام وزارتخانه                            | وزیر کنونی          | آدرس وبسایت                |
| ---------------------------------------- | ------------------- | -------------------------- |
| وزارت آموزش و پرورش                      | علیرضا کاظمی        | https://medu.gov.ir        |
| وزارت ارتباطات و فناوری اطلاعات          | سید ستار هاشمی      | https://www.ict.gov.ir     |
| وزارت اطلاعات                            | سید اسماعیل خطیب    | https://www.vaja.ir        |
| وزارت امور اقتصادی و دارایی              | سید علی مدنی‌زاده    | https://mefa.ir            |
| وزارت امور خارجه                         | سید عباس عراقچی     | https://mfa.gov.ir         |
| وزارت بهداشت، درمان و آموزش پزشکی        | محمدرضا ظفرقندی     | https://behdasht.gov.ir    |
| وزارت تعاون، کار و رفاه اجتماعی          | احمد میدری          | https://www.mcls.gov.ir    |
| وزارت جهاد کشاورزی                       | غلامرضا نوری قزلجه  | https://maj.ir             |
| وزارت دادگستری                           | امین‌حسین رحیمی      | https://www.moj.gov.ir     |
| وزارت دفاع و پشتیبانی نیروهای مسلح       | عزیز نصیرزاده       | https://defanews.ir        |
| وزارت راه و شهرسازی                      | فرزانه صادق         | https://www.mrud.ir        |
| وزارت صنعت، معدن و تجارت                 | سید محمد اتابک      | https://mimt.gov.ir        |
| وزارت علوم، تحقیقات و فناوری             | حسین سیمایی صراف    | https://www.msrt.ir        |
| وزارت فرهنگ و ارشاد اسلامی               | سید عباس صالحی      | https://www.farhang.gov.ir |
| وزارت کشور                               | اسکندر مؤمنی        | https://moi.ir             |
| وزارت میراث فرهنگی، گردشگری و صنایع دستی | سید رضا صالحی امیری | https://www.mcth.ir        |
| وزارت نفت                                | محسن پاک‌نژاد        | https://www.mop.ir         |
| وزارت نیرو                               | عباس علی‌آبادی       | https://moe.gov.ir         |
| وزارت ورزش و جوانان                      | احمد دنیامالی       | https://msy.gov.ir         |

## پیشینه
کمترین تعداد وزارتخانه‌ها در تاریخ ایران ۳ وزارتخانه و مربوط به دوره رئیس‌الوزرایی «میرزا محمد شفیع مازندرانی» در ابتدای دوران قاجار و بیشترین آن با تعداد ۲۴ وزارتخانه بعد از پیروزی انقلاب اسلامی در دوران جنگ ایران و عراق و نخست‌وزیری میرحسین موسوی، اتفاق افتاده‌است.

### قاجار
ساماندهی نظام اداری و تشکیل وزارتخانه‌ها برای اداره امور تخصصی کشور در زمان پادشاهان قاجاری، گسترش یافته و بسیاری از وزارتخانه‌های مهم کشور مانند وزارت امور خارجه، اطلاعات و حتی صنایع و معادن و… ریشه در این دوره تاریخی دارند.
رشد علوم و فنون در این دوره به همت امیرکبیر، همزمان با گسترش دانش سیاسی، دستگاه اداری منظمی را برای اداره کشور فراهم کرده بود و اگرچه برخی از وزارتخانه‌ها در آن دوره جنبه تشریفاتی داشت یا برخی انتصاب‌ها در آن‌ها بر اساس رابطه فامیلی بود، اما تقسیم‌بندی مدیریت کشور به حوزه‌های تخصصی، الگوی نظام‌مندی برای دستگاه‌های حکومتی وقت، تعریف کرد.
در دوران قاجار، هم‌زمان با انتصاب میرزا حسین خان سپهسالار به ریاست شورای دولت، تعداد وزارتخانه‌ها از ۷ به ۱۴ افزایش می‌یابد و این در حالی است که تنها یک سال بعد از این اتفاق، وی دوباره تعداد وزارتخانه‌ها را به ۹ کاهش می‌دهد، به‌طوری که روال کاهش وزارتخانه‌ها پس از وی و از سوی وزیران مختار دربار ادامه داشته و به ۶ وزارتخانه هم رسیده‌است.
اما میرزا علی اصغرخان امین السلطان، چند سال در سال‌های پایانی دوران قاجار، با یک جهش یک‌باره شمار وزارتخانه‌ها را به ۱۸ رساند، به طوری که برخی از این وزارتخانه‌ها بدون استقلال تخصصی، هم‌پوشانی بسیاری در کارکرد داشتند.
در دوره قاجار غیر از وزارتخانه‌هایی مانند تلگراف، مالیه، علوم، خارجه و جنگ که تقریباً در همه دولت‌ها جایگاه ثابتی داشته‌اند، دیگر وزارتخانه‌ها بر حسب اراده وزیران ارشد، تشکیل شده‌اند و در دوره بعدی حذف شده‌اند.

### مشروطه
در دوره مشروطیت اگرچه انتصاب سمت‌های وزارتی، همچنان بر اساس الگوهای قاجاری بود، اما ساختار و دستگاه اداری حکومت، نظام و قوام متعادل‌تری یافت.
برای مثال اگر در دوره قاجاری صدر اعظمی سه و دیگری ۱۸ وزارتخانه داشت، در دوره مشروطیت بیشترین میزان اختلاف در تعداد وزارتخانه‌های رئیس‌الوزراهای مختلف، به زحمت به دو می‌رسد این در حالی است که عنوان وزارتخانه‌ها نیز در قیاس با دوره پیشین سیر تطوری یک‌دست را تجربه کرده و میانگین تعداد وزارتخانه‌ها نیز کاهش داشته‌است.
اصولاً اهمیت دوره مشروطیت به عنوان یک دور تاریخی جریان‌ساز بیشتر به دلیل تغییر دستگاه سیاسی گذشته و تشکیل ساختار منظم حکومتی و اداری است و تدوین قانون اساسی اولیه نیز در ایجاد این نظم اداری تأثیر چشمگیری داشته‌است.
در دوره مشروطیت، موضوع ادغام وزارتخانه‌ها روال جدی‌تری به خود می‌گیرد، ادغام وزارت تجارت با فواید عامه، از مهم‌ترین اتفاق‌های این دوره است.

### پهلوی

#### رضاشاه پهلوی
در دوران پهلوی اول که ۱۶ سال طول کشید، تعداد وزارتخانه‌ها تقریباً چارچوب ثابتی به خود گرفت و دست کم از هشت و حداکثر از ۱۱ وزارتخانه تجاوز نکرد.
افزون بر این در دوره ریاست مهدی قلی خان هدایت، وزارت اقتصاد، جای وزارت تجارت و فوایده عامه را گرفت و سه سال پس از او محمدعلی فروغی، این وزارتخانه جدید را به سه بخش مستقل اداره کل تجارت، اداره کل فلاحت و اداره کل صناعت، تقسیم کرد.
نکته مهم دیگر در این دوره این است که در دوره رئیس‌الوزرایی متین دفتری، عنوان وزارتخانه‌ها که بیشتر عربی بود، به فارسی روان برگردانده شد.

#### محمدرضاشاه پهلوی
ادغام برخی وزارتخانه‌ها مانند بازرگانی و اقتصاد، بازرگانی و پیشه و هنر، دارایی و اقتصادی و همچنین اقتصاد ملی و بازرگانی در این دوره اتفاق می‌افتد و جالب است که در این دوره و در زمان نخست‌وزیری امیراسدالله علم، وزارت صنایع و معادن با وزارت بازرگانی ادغام شد هرچند که این ادغام بیش از چند ماه طول نکشید و دوباره از سوی اسدالله علم تفکیک شد.
این دوره را می‌توان پر افت و خیزترین دوره تغییر در عنوان و شمار دستگاه‌های اجرایی خواند که با نخست‌وزیری امیرعباس هویدا، فراز و نشیب این تغییرها، بلندتر می‌شود.
نخست‌وزیری هویدا در دوران پهلوی دوم آغازگر افزایش دوباره تعداد وزارتخانه‌ها است؛ وی هم‌زمان با چهارمین سال نخست‌وزیری‌اش، تعداد وزارتخانه‌ها را به ۲۰ افزایش داد که تا آن زمان در تاریخ اداری کشور، منحصربه‌فرد بود.
به‌طور کلی در دوره پهلوی دوم، اختلاف میان تعداد وزارتخانه‌ها در دوره‌های مختلف نخست‌وزیری به ۱۰ می‌رسد و این نشان دهنده تحولات گسترده در نظام دستگاه‌های اداری کشور در این دوره است.

### جمهوری اسلامی
با پیروزی انقلاب اسلامی و نخست‌وزیری بازرگان کاهش در تعداد وزارتخانه‌ها آغاز شد.
در این دوره محمدعلی رجایی برای نخستین بار برای صنعت نفت وزارتخانه‌ای مستقل تعریف کرد.
اما پس از آن و هم‌زمان با نخست‌وزیری میرحسین موسوی آمار وزارتخانه‌ها به ۲۴ رسید که این تعداد در تاریخ ایران بی‌سابقه بود؛ موسوی وزارتخانه‌هایی را با عنوان برنامه و بودجه و همچنین سپاه پاسداران انقلاب اسلامی، تأسیس و وزارت صنایع و معادن را به سه وزارتخانه «صنایع»، «صنایع سنگین» و «معادن و فلزات» تقسیم کرد.
پس از او با ریاست جمهوری هاشمی رفسنجانی، وزارتخانه‌های برنامه و بودجه، صنایع سنگین و سپاه پاسداران حذف و تعداد وزارتخانه‌ها به ۲۱ کاهش یافت.
ریاست جمهوری خاتمی نیز با ادغام دو وزارتخانه جهاد سازندگی و کشاورزی، آغاز شد تا شمار وزارتخانه‌ها به ۲۰ برسد اما در سال آخر مسئولیت وی، با تأسیس وزارتخانه‌ای به نام رفاه و تأمین اجتماعی، عدد وزارتخانه‌ها ۲۱ شد.
در دوره احمدی‌نژاد با تصویب قانون تشکیل وزارت ورزش و جوانان در مجلس شورای اسلامی و تکلیف قانون برنامه پنجم توسعه دربارهٔ کاهش تعداد وزارتخانه‌ها، یکی از پر تغییرترین دوران‌های تاریخ معاصر در تحول وزارتخانه‌ها در این دوره به وجود آمد.
دولت دهم با ادغام برخی از وزارتخانه‌ها مانند بازرگانی و صنایع و معادن (صنعت، معدن و تجارت)، راه و ترابری و مسکن و شهرسازی (راه و شهرسازی)، تعاون‌، کار و امور اجتماعی و رفاه و تأمین اجتماعی (تعاون، کار و رفاه اجتماعی)، در کنار تشکیل وزارت ورزش و جوانان، تعداد و عناوین وزارتخانه‌ها را تغییر داد.
در زمان ریاست جمهوری روحانی، سازمان میراث فرهنگی، صنایع دستی و گردشگری به وزارت میراث فرهنگی، گردشگری و صنایع دستی تبدیل شد.